# Pseudoprionus altimontanus
Pseudoprionus altimontanus is een keversoort uit de familie van de boktorren (Cerambycidae). De wetenschappelijke naam van de soort werd voor het eerst geldig gepubliceerd in 1996 door Kabakow & Dolin.